# Tom Clancy's Ghost Recon Phantoms
Tom Clancy's Ghost Recon Phantoms (En español Tom Clancy's Reconocimiento Fantasma Espectros) fue un videojuego perteneciente al género de disparos táctico en tercera persona para varios jugadores, lanzado en el año 2014 como un juego gratuito para Microsoft Windows. El juego es parte de la serie Ghost Recon de Tom Clancy.

## Jugabilidad
Ghost Recon Phantoms tiene tres clases: Asalto, Reconocimiento y Soporte. Tiene un juego basado en el equipo, por lo que cada una de estas clases se relaciona entre sí. El Asalto se juega como un supresor que puede cargarse hacia adentro, el Reconocimiento puede flanquear a los enemigos usando un dispositivo de capa o disparar usando un dispositivo de escaneo, y el Soporte puede manipular el campo de batalla generando un escudo electrónico o causando un apagón temporal.
Hay cuatro tipos de partidas: Partida privada, Captura de equipo, Partida a muerte por equipos, Partida de clan y tres modos de juego: Conquista, Embestida y Retención.

## Desarrollo
Ghost Recon Phantoms anteriormente se conocía como Ghost Recon Online durante la fase beta. El 25 de agosto de 2016, Ubisoft anunció que el juego no había cumplido con las expectativas de la compañía y se cerró el 1 de diciembre de 2016.

### Versión de Wii U
El 24 de mayo de 2011, Ubisoft anunció que su estudio de Singapur desarrollaría Ghost Recon Online para la segunda mitad de 2011, luego de una beta cerrada inicial. [9] Este juego es apoyado por micro transacciones. El 7 de junio de 2011, Nintendo anunció en la Exposición de Entretenimiento Electrónico que Ubisoft podría lanzar el juego para la Wii U. Además, Ubisoft presentó tráileres y demos para la versión Wii U del juego. La versión de Windows se confirmó como un juego gratuito y requiere una cuenta Uplay. Aunque no se confirmó oficialmente que fuera un modelo gratuito para la Wii U en enero de 2013, el presidente y CEO de Nintendo, Satoru Iwata, comentó en una entrevista que no tiene oposición contra este modelo y está dispuesto a trabajar con él.
A pesar de que la versión Wii U del juego no se presentó durante las conferencias de Ubisoft o Nintendo en el E3 2012, Ubisoft reafirmo que el juego aún está llegando a Wii U. Según Tony Secret, vicepresidente senior de ventas y marketing de Ubisoft, dice " Ghost Recon Online se está desarrollando primero para PC. Ese fue siempre el plan. El equipo está tardando un poco más de lo que pensaban que harían para obtener Ghost Recon Online. Al nivel y la calidad que desean y que definitivamente ha tenido un impacto en la cantidad de tiempo que pueden gastar en la versión de Wii U porque queremos asegurarnos de hacerlo bien ". Key también afirma que gran parte del desarrollo El equipo detrás de la versión Wii U del juego también está trabajando en la versión para PC, y ese enfoque cambiará a Wii U una vez que se complete la versión para PC.
Además, Key también dijo: "Si comenzamos a trabajar en la Wii U demasiado pronto, podríamos terminar desperdiciando muchos recursos porque la PC es mucho más fácil de probar y aprender. Ghost Recon Online en la PC, podemos probar y aprender con eso y aplicar todos los mejores beneficios que aprendemos sobre la versión de Wii U para asegurarte de que es un gran juego de Wii U. Es un producto inusual para una consola y queremos asegurarnos de que lo atrapemos ". El 6 de septiembre de 2012, el productor del juego afirmó que "a partir de ahora, todo el equipo de Ghost Recon se centra solo en la versión para PC" y que "la versión de Wii U está en espera".

## Recepción
Tom Clancy Ghost Recon Phantoms recibió un puntaje agregado de 70 en Metacritic que indica "críticas mixtas o promedio". IGN también emitió críticas mixtas positivas con un puntaje de 7,5 sobre 10. Lief Johnson de IGN dijo: "Puede parecer un poco extraño ver a Ubisoft lanzando una entrega gratuita de la serie Ghost Recon de larga duración, por lo que poco después del lanzamiento en mayo de Ghost Recon: Future Soldier, pero aquí es "como de estar sorprendido de ver un juego gratuito de Ubisoft. Había más de mil dólares en DLC, lo que hace que este juego sea el más caro lanzado por Ubisoft.

## Clanes
En Ghost Recon Phantoms, los usuarios pueden crear clanes y agregar jugadores a ellos para competir en partidas de clan. Estos fueron 6 contra 6 en cualquier mapa, comenzando con el parche. El 9 en enero de 2013. Los clanes vinieron a competir en competiciones organizadas por la comunidad como TactiCups, theIGS, ICT y la EuroLeague, que incluía más de 400 equipos registrados. En estos torneos, los clanes competirían por la moneda del juego.
El éxito se logró en más de un país, lo que lo diferenció de juegos como CS 1.6, donde ciertos países dominan la escena. Escuadrones notables fueron: Soldier's Nightmare (sIN) del italiano; El miedo de Francia se hace realidad (FcT) y la Comisión de Intercambio de Valores (SEC); El equipo de Hungría aGRO (tAG); El anuncio infinito de Turquía (objetivo); Equipo Raindrop de Alemania (DRP); Big Red de los Estados Unidos (B ^ R), Castigo no judicial (NJP), Warmup TryHards (WTH); y, finalmente, de habla inglesa internacional como Casual Fragging Crew (cfc), Run & Die Tired (ruN), BATs - Banish All Terror (BAt) y The Protagonists [pTG].